# Vadão Gomes
Etivaldo Vadão Gomes (Populina, 19 de abril de 1957) é um político brasileiro, pecuarista e empresário filiado ao Progressistas (PP). Foi vice-prefeito de Estrela d'Oeste entre 1989 e 1990 pelo PFL, sendo a partir de 1991 deputado federal pelo PRN, 1995-1999 e 1999-2003 deputado federal pelo PPB, e em 2007-2011 deputado federal novamente pelo PP.
É proprietário do Grupo Estrela Alimentos (Frigoestrela). O Grupo teve a Recuperação Judicial deferida perante a 1ª vara judicial de Estrela d'Oeste em 2008. Em 8 de setembro de 2009, a irmã de Vadão, Dirce Gomes, cometeu suicídio supostamente em razão dos problemas financeiros do frigoestrela.

## Escândalo Denacoop
O ex-deputado federal Etivaldo Vadão Gomes foi condenado pela Justiça Federal de Jales a devolver aos cofres públicos R$ 523.439,97, em valores atualizados, por participar de um esquema de desvio de verbas públicas que ficou conhecido como “Escândalo do Denacoop”, em meados dos anos 90. O desvio foi denunciado pelo Ministério Público Federal (MPF) através de ações civis públicas.

## Panama Papers
Em 4 de abril de 2016, foi divulgado pelo ICIJ que Vadão Gomes tem contas em empresas offshores no exterior abertas pela companhia panamenha Mossack Fonseca, especializada em camuflar ativos usando companhias sediadas em paraísos fiscais.